# Nanotermit
Nanotermit er en pyroteknisk stofsammensætning af metal-oxid og ultra-fintkornet metalpulver. Når de to indholdsstoffer bringes til kemisk reaktion udledes en meget stor energimasse hvilket fører til ekspansion samt kraftig varmeudvikling.
Termit har evnen til at smelte/skære i beton, stål og andre metaller. Nano-termit har større forbrændigshastighed end traditionel termit og kan tillige bruges som sprængstof, om end kun delvist da forbrændingshastigheden kun er 1 000 m/s hvor normalt sprængstof ligger på 2 500 -4 000 m/s..
Ordet nano indikerer at stofferne forekommer i meget små (sub-mikroskopiske) partikelstørrelser.

## Kontrovers omkring nanotermit
Nanotermit og dets forbrændingsprodukter er tilsyneladende blevet påvist i indsamlet støv fra omkring Ground Zero efter  terrorangrebet den 11. september 2001, og udgivet i en rapport af blandt andre den danske pensionerede lektor i kemi Niels Harrit. Det er derfor blevet hævdet at netop nanotermit er den afgørende årsag til bygningskollapset  af World Trade Center.
På modsatte side af kontroversen står tilhængere af NIST's officielle rapport over hændelsen.
Niels Harrits påståede fund af nanotermit er blevet efterprøvet i en rapport af Dr. James R. Millette, som konkluderede, at det, Niels Harrit et al havde fundet, ikke var nanotermit, men derimod grundmaling, formentlig brugt som rustbeskyttelse af stålelementerne i World Trade Center-bygningerne. 
Der er desuden en række andre problemer med Niels Harrits rapport, både omkring metodikken og konklusionen samt fagfællebedømmelsen af rapporten. 